# Litchfield (Nebraska)
Litchfield es una villa ubicada en el condado de Sherman en el estado estadounidense de Nebraska. En el Censo de 2010 tenía una población de 262 habitantes y una densidad poblacional de 332,76 personas por km².

## Geografía
Litchfield se encuentra ubicada en las coordenadas 41°9′22″N 99°9′11″O / 41.15611, -99.15306. Según la Oficina del Censo de los Estados Unidos, Litchfield tiene una superficie total de 0.79 km², de la cual 0.79 km² corresponden a tierra firme y (0%) 0 km² es agua.

## Demografía
Según el censo de 2010, había 262 personas residiendo en Litchfield. La densidad de población era de 332,76 hab./km². De los 262 habitantes, Litchfield estaba compuesto por el 99.62% blancos, el 0% eran afroamericanos, el 0.38% eran amerindios, el 0% eran asiáticos, el 0% eran isleños del Pacífico, el 0% eran de otras razas y el 0% pertenecían a dos o más razas. Del total de la población el 0% eran hispanos o latinos de cualquier raza.